# برنیکس (آرکانزاس)
برنیکس (به انگلیسی: Bernice) یک منطقهٔ مسکونی در ایالات متحده آمریکا است که در شهرستان پوپ، آرکانزاس واقع شده‌است. برنیکس ۱۰۵ متر بالاتر از سطح دریا واقع شده‌است.